# Битка при Петроварадин
Битката при Петроварадин, позната и като битката при Петервардайн, е бойно сражение, което се провежда на 5 август 1716 година, част от Австро-турската война (1716-1718). Османската армия, водена от великия везир Силахдар Дамат Али паша, се изправя срещу хабсбургската армия, водена от Евгений Савойски, в опит за превземане на Петроварадинската крепост, разположена на брега на река Дунав.

## Предистория
След края на Руско-турската война (1711-1713), която завършва с победа за Високата порта, Османската империя започва подготовка за превземането на загубените земи след Голямата турска война и унизителния за османците мирен договор, сключен в Сремски Карловци. Обявена е война на Венецианската република и Портата започва настъпление в Морея през 1714. За да се избегне намесата на Хабсбургите във войната, на следващата година великият везир Силахдар Али паша изпраща писмо до Евгений Савойски, в което изразява надеждата, че Хабсбургите ще запазят неутралитет, подобно на тяхната ненамеса във войната с Русия (1711-1713). Евгений Савойски изпраща отговор, чрез който предлага австрийците да помогнат за възстановяването на мира между Венеция и Високата порта, но липсва отговор от страна на османците.
Година по-късно, през 1716, Евгений Савойски изпраща ново писмо, в което предупреждава Високата порта, че мирът между хабсбурги и османци ще бъде възможен единствено, ако Османската империя се придържа към сключения в Сремски Карловци договор и бъдат върнати земите в Морея на Венеция. Великият везир изпраща отговор, в който заявява, че Високата порта ще победи във войната, а нарушението на мира е единствено по вина на Хабсбургите. Евгений Савойски е назначен за главнокомандващ на австрийската армия. Напуска Виена на 2 юни и успява да стигне до селцето Футак, недалеч от Петроварадинската крепост, на 9 юни.

## Подготовка за битката
На 2 август част от австрийската армия, командвана от граф Янош Палфи, се натъква на османска армия по време на разузнаване. Въпреки заповедите на Евгений Савойски да се избягват военни конфликти, граф Палфи не успява да избегне конфликта. Самият граф успява да се измъкне от бойното поле, както и да изтегли някои от частите под свое командване, а останалите са убити или пленени. Според различни източници, австрийската армия дава между 400 и 700 жертви, сред пленените е австрийския фелдмаршал-лейтенант Зигфрид фон Бройнер.

Османската армия, под командването на великия везир Силахдар паша, продължа настъплението си към Петроварадин. На 4 август Евгений Савойски информира император Карл VI, че възнамерява да атакува врага на другия ден. По-късно са издадени заповеди за разположение на хабсбургската армия, както и гарнизона на Петроварадин. 

Австрийската армия, разполагаща с около 70 000 души, разпределени в 64 батальона и 187 кавалерийски ескадрили, се изправя срещу османската армия от около 200 000 души, а според различни източници дори около 250 000.

## Битка
На сутринта на 5 август 1716 г. австрийската армия напада изненадващо османската по време на тяхната сутрешна молитва. Австрийските пехотни батальони, под командването на херцог Карл Александер фон Вюртемберг, атакуват дясното крило на еничарската армия и успяват да ги принудят да се оттеглят. Армията, командвана от граф Янош Палфи, успяват да прогонят спахийската конница. Въпреки първоначалните успехи на австрийската армия, османците успяват да спрат атаката по дясното крило. Еничарите успяват да вземат превес и успяват да стигнат до бастиона на крепостта, но незабелязано оставят незащитен десния си фланг. Грешката на еничарите е забелязана от Евгений Савойски, който нарежда на граф Палфи да атакува незащитената еничарска армия. Османската армия е сразена и започва да отстъпва в различни посоки.

Силахдар Али паша решава да се намеси в битката, за да мотивира армията. Той е нападнат от две страни – Петроварадинския гарнизон, както и армията на Евгений Савойски. Великият везир е прострелян и изведен от битката, но умира в Сремски Карловци от раните си. Оцелелите от османската армия панически напускат битката, изоставяйки всичко. Освен различни военни трофеи, сред които 172 оръдия и 156 знамена, в австрийските ръце попада и шатрата на великия везир, пред която намират трупа на фон Бройнер. Евгений Савойски пише писма до Виена и Рим, в което съобщава за победата, от пленената везирска шатра.

Въпреки по-голямата численост, османската армия дава повече жертви – 30 000 срещу 4 000 жертви и ранени от австрийската страна. Около седем месеца Английската аристократка Мери Монтегю, посетила района на сражението, споделя, че „белезите от този славен кървав ден са все още скорошни, а полето е осеяно с черепи и трупове на непогребани хора, коне и камили.“

## Последици
След победата край Петроварадин, австрийската армия прехвърля река Дунав и навлиза в областта Банат, обсаждайки главния град в областта – Темешвар. Османците губят контрола над града на 12 октомври 1716 г., а успехите на хабсбургската армия продължават – превзет е и Белград. Около две години след битката при Петроварадин се сключва мирен договор в Пасаровиц, който слага край на войната между Хабсбургската монархия и Османската империя, както и започналата по-рано Венецианско-турска война.
Новината бързо достига до Рим, благодарение на писмо, предназначено за папата и написано от Евгений Савойски в пленената везирска шатра. Надеждите на папата за успех на християнство над Османската империя са високи. Той започва да говори за победа при Корфу, който в този момент е под османска обсада, а дори и за „освобождаването на Божи гроб от ръцете на неверниците“.

## Памет
През 1902 г. на хълма Везирац, е издигнат паметник в чест на австрийската победа. Освен паметник в района на Петроварадин е изградена и поклонническата църква „Дева Мария Снежна“. Въпреки че църквата е римокатолическа, тя е посещавана и от източноправославни. Църквата приема най-много поклонници на 5 август – денят, в който католическият свят отбелязва празника „Дева Мария Снежна“, както и денят на битката при Петроварадин.

## Галерия
- Църква „Дева Мария Снежна“
- Петроварадинска крепост
- Турска държавна палатка, заловена в битката, изложена в Музея на военната история, Виена